# Leonid and Friends
Leonid and Friends es una banda tributo al grupo Chicago creada en Moscú. Inicialmente se inició como una banda exclusiva de YouTube, para luego comenzar a hacer presentaciones en vivo y giras nacionales e internacionales. El líder y fundador de la banda es Leonid Vorobyev, quien nació en 1957 en Moscú, Rusia. Vorobyev es un multiinstrumentista, ingeniero de sonido de estudio de grabación y director de coro, formado en el Instituto de Cultura de Siberia Oriental. Vorobyev hizo su primer video en 2014, versionando la canción "Brand New Love Affair" del grupo Chicago. Junto a Serge Tiagniryadno, vocalista nacido en Kiev, Ucrania, los videos de Leonid and Friends en YouTube se volvieron virales, alcanzando millones de reproducciones. Desde entonces, Leonid & Friends ha grabado tres álbumes de homenaje a la banda estadounidense Chicago, titulados Chicagovich. Después de una gira por la Federación Rusa, la banda en 2019 realizó por primera vez una gira por los Estados Unidos. Ya en 2018 se habían agregado a la lista de reproducciones, canciones de Earth, Wind & Fire, Blood, Sweat & Tears, Tower of Power, The Ides of March, Lighthouse y Steely Dan. En 2022 la versión de Ain't Nobody de Chaka Khan con Ksenia Buzina fue agregada a los homenajes de Leonid & Friends. El hijo de Leonid Vorobyev, Roman Vorobyev, nacido en 1991, es el mánager de la banda. La configuración instrumental de la banda incluye bajo y guitarra solista, batería, teclados, saxofón, trompeta y trombón, con ocasionales fliscorno, trompa, flauta, clarinete de metal, violonchelo y violín y diversos instrumentos de percusión.

### Álbumes
Tres álbumes autoeditados (vich en ruso significa "hijo de"):
- Chicagovich - 50 Aniversario de la Banda Chicago [7]
- Chicagovich II [8]
- Chicagovich III [9]

### Discos sencillos
- "The Speck of Dust" - un sencillo original de Leonid and Friends, con la voz principal de Ksenia Buzina lanzado en 2021, escrito por Alexey Ashtaev, con letras de Leonid Vorobyev y Roman Vorobyev[10]

- Superstar - con Ksenia Buzina y Leonid and Friends en un cover de los Carpenters que se lanzó en septiembre de 2023[11]

## Giras
Leonid and Friends actualmente están de gira con unos 11 músicos de la Federación Rusa, Ucrania, Moldavia y Belarús. Antes del año 2019, la banda actuó exclusivamente en la Federación Rusa pero, en ese año 2019, la banda se embarcó en su primera gira por los Estados Unidos, llamada Fancy Colors Tour, a la que le siguieron dos giras más con boletería totalmente agotada. La gira de 2020 fue cancelada debido a la pandemia de COVID-19. Leonid and Friends volvió a realizar una gira por Estados Unidos en 2021, gira titulada Feeling Stronger Every Day Tour, y una vez más en 2022. A finales de 2023, el grupo adelantó una gira más por territorio norteamericano.
En 2024, la banda tiene previsto realizar su primer concierto en un crucero, para el evento llamado "On The Blue Cruise, The World’s Greatest Classic Rock Music Cruise" (en español: A bordo del crucero azul, el crucero de música rock clásica más grande del mundo), el cual partirá de la ciudad de Miami a Puerto Plata, República Dominicana y luego a Nasáu, como parte de un cartel artístico, junto a otras bandas y artistas. El crucero se realizará en el barco Norwegian Pearl, entre el 5 y el 10 de abril de 2024.

## Integrantes

### Miembros actuales
- Leonid Vorobyev: adaptador musical, bajo, teclados, piano, sintetizador, coros y voz principal (de 2014 al presente)[14]
- Igor Javad-Zade - batería, percusión (de 2014 al presente)[15]
- Vasily Akimov: voz principal y coros, percusión, guitarra rítmica ocasional (de 2014 al presente)[16]
- Michael Puntov: voz principal y coros, guitarra rítmica, percusión (de 2022 al presente)
- Ksenia Buzina - coros y voz principal, percusión (de 2016 al presente)[17]
- Andrey Zyl - trompeta, fliscorno (de 2017 al presente)[18]
- Oleg Kudryavtsev - saxofones tenor y alto, flauta, percusión, coros (de 2017 al presente)[19]
- Maxim Likhachev - trombón, percusión (de 2017 al presente)[20]
- Sergey Kurmaev - teclados, coros (de 2020 al presente)
- Konstantin Kovachev - guitarra solista (de 2021 al presente)[21]
- Danil Buranov - voz principal y coros, percusión (de 2021 al presente)

### Miembros anteriores
- Serge Tiagnyriadno - voz principal y coros, guitarra rítmica, teclados, percusión (2015-2022)[22] Serge regresó a su Ucrania natal para luchar contra la invasión rusa de Ucrania de 2022[23]
- Dmitry Maximov - bajo (2014-2015)
- Sergey Kashirin - guitarra solista, voz principal y coros (2014-2015)[24]
- Alexey Batychenko – trompeta, fliscorno (2014-2017)[25]
- Alexandr Michurin - trombón, percusión (2014-2017, artista invitado en "You Are on My Mind" y "Begginnings")[26]
- Konstantin Gorshkov - saxofón tenor (2014-2017)[27]
- Vladimir Popov - saxofones barítono y alto, flauta, percusión, coros (2015-2020)
- Vlad Senchillo - teclados, coros (2016-2020)[28]

### Otros participantes
- Vladimir Osinsky – piano en " Color My World"
- Ilya Prokudin – trompeta, fliscorno en "You Are on My Mind" y "Spinning Wheel"
- Daniil Dubrovsky – saxofones alto, soprano y tenor en "Beginnings", "Street Player", "Hanky Panky/Life Saver", "Mongonucleosis" y "After the Love Has Gone"
- Ilya Vymenits – congas en "Hot Streets" y "Street Player"
- Jorgito Núñez – congas en "Hanky Panky/Life Saver"
- Rei Frometa - congas en "Call on Me", "Happy Man", "I've Been) Searchin' So Long", "Mongonucleosis", "The Speck of Dust" y "So Very Hard to Go"
- Olga Andreeva - trompeta en "Got To Get You Into My Life"
- Roman Vorobyev - coros y palmas en "East River" y "Mongonucleosis" (también mánager)
- Igor Baydikov – coros y palmas en "East River" y "Mongonucleosis"
- Yan Senchillo - coros y palmas en "East River" y "Mongonucleosis"
- Artur Gilfanov – trombón, percusión en "Mongonucleosis"
- Evgeny Kondratyev – trompeta, fliscorno, percusión en "Mongonucleosis" y "After the Love Has Gone"
- Roman Koshkarov – teclados en "If You Leave Me Now"
- Jacob Zakh - teclados en "Just You 'n' Me", "You're the Inspiration" y "After the Love Has Gone"
- Mikhail Spasibo - teclados en "Just You 'n' Me"
- Suren Kocharyan – saxofón barítono en "My Old School"
- Kirill Stekhov – saxofón alto en "My Old School"
- Dmitry Andrianov - guitarra en "Ain't It Blue?"
- Valery Martynov - trompeta en "So Very Hard to Go" (también sustituto de gira desde 2022 hasta el presente)
- Dmitry Gorevoy - saxofón barítono en "So Very Hard to Go"

La mayoría de los miembros de la banda son del área de Moscú, aunque Tiagnyriadno, Kashirin, Zyl, Kurmaev y Kovachev provienen, respectivamente de, Ucrania, Moldavia, Belarús, Kirguistán y Kazajistán.